# Corumbaense FC
Der Corumbaense Futebol Clube, in der Regel nur kurz Corumbaense genannt, ist ein Fußballverein in Corumbá im brasilianischen Bundesstaat Mato Grosso do Sul.

## Erfolge
- Staatsmeisterschaft von Mato Grosso do Sul: 1984, 2017
- Staatsmeisterschaft von Mato Grosso do Sul – Série B: 2006

## Stadion
Der Verein trägt seine Heimspiele im Estádio Arthur Marinho in Corumbá aus. Das Stadion hat ein Fassungsvermögen von 10.000 Personen.

## Trainerchronik
Stand: 18. Juni 2021
| Trainer           | Nation    | von          | bis           |
| ----------------- | --------- | ------------ | ------------- |
| Cláudio Mineiro   | Brasilien | 2005         |               |
| Cláudio Mineiro   | Brasilien | 2006         |               |
| Heraldo Gonçalves | Brasilien | 2009         |               |
| Samuka            | Brasilien | 2009         |               |
| Cocada            | Brasilien | 2009         |               |
| Cláudio Mineiro   | Brasilien | 2010         |               |
| Claudio Silveira  | Brasilien | 1. Juli 2010 | 30. Juni 2011 |
| Claudio Silveira  | Brasilien | 2012         |               |
| Claudio Silveira  | Brasilien | 2. Juli 2014 | 5. Juni 2015  |
| Gilmar Calonga    | Brasilien | 2016         |               |
| Claudio Silveira  | Brasilien | 2016         |               |
| Douglas           | Brasilien | 2017         |               |
| Nei César         | Brasilien | 2017         |               |
| Douglas           | Brasilien | 2018         |               |
| Robert            | Brasilien | 2018         |               |
| Gianni Freitas    | Brasilien | 2018         |               |
| Zé Humberto       | Brasilien | 2019         |               |
| Samuel Cândido    | Brasilien | 2020         |               |
| Douglas           | Brasilien | 2020         |               |